# Esteban Orlando Harrington
Esteban Orlando Harrington (Valparaíso, 1863 - † 12 de mayo de 1936, Chile) fue un arquitecto chileno.

## Primeros años de vida
Era hijo del Vicecónsul estadounidense William Harrington Moss y de la chilena Protasia Arellano. Arquitecto prolífico, sus obras en la ciudad porteña, mayoría del quantum producido por el arquitecto, han colaborado en gran medida a darle carácter al puerto y a la valía de su propuesta arquitectónica. 

## Realizaciones
Con oficinas junto a su hermano Ricardo, en Valparaíso y Santiago, aprovecharon en gran manera la crítica situación creada por el terremoto de Valparaíso de 1906, gracias al "perfecto comportamiento sísmico de los edificios proyectados y construidos por ellos", trabajando en edificios públicos, comerciales y de oficinas, amén de numerosas casas en los cerros Alegre, Concepción y en la Avenida Gran Bretaña del Cerro Playa Ancha, desarrollando de gran forma diversos trabajos mayoritariamente en la ciudad de Valparaíso. En esos tiempos la labor arquitectónica se desarrolla en Chile de manera homóloga a la ingenieril, teniendo por lo tanto ambas competencias.
Su trabajo se caracteriza por la adaptación del estilo de arquitectura victoriana a la topografía de Valparaíso, formando parte de un lenguaje formal similar al de las construcciones que usaron similar estilo (Colonial Victorian) en San Francisco, Auckland, Sídney o Wellington. 
Gran parte de los edificios y casas que él diseñó siguen aún adornando Valparaíso, llenas de clase, encanto, elegancia y calidad estructural.
Tras ser atropellado por un tranvía, muere en 1936.

## Obras
- Edifício de la Compañía Sudamericana de Vapores, en calle Blanco 895.
- Hotel Reina Victoria, en 1902
- Conjunto residencial en el Pasaje Harrington, en Playa Ancha, entre 1908 a 1910.

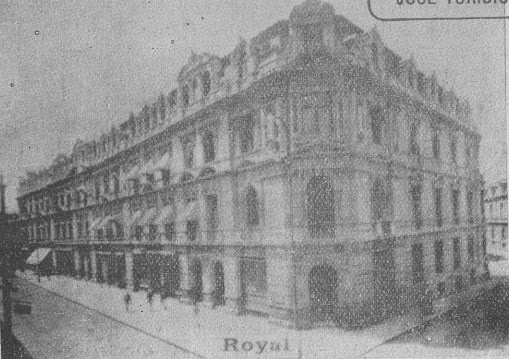
Hotel Royal, en calle Esmeralda
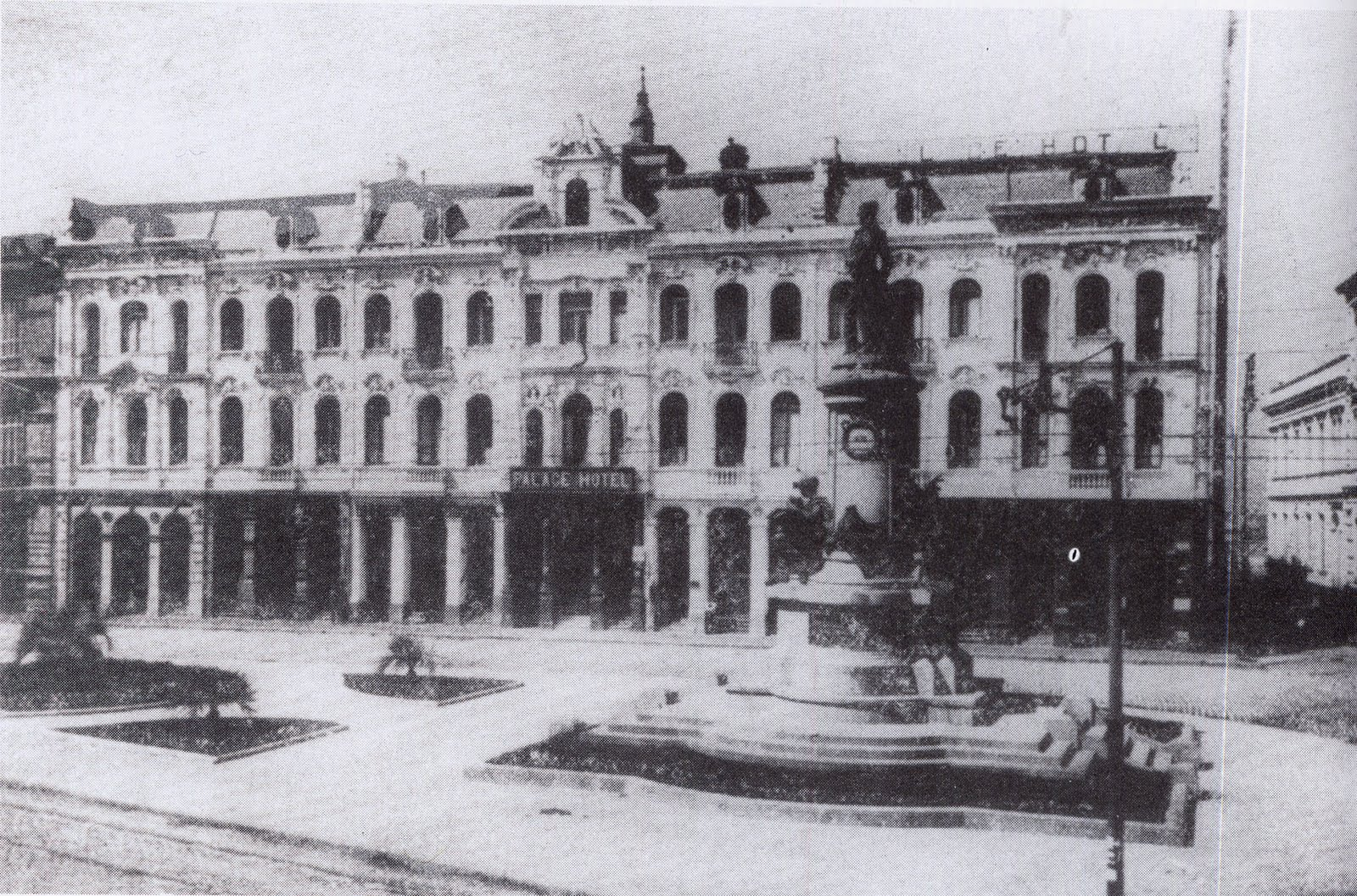
Hotel Palace, en calle Blanco 1180.
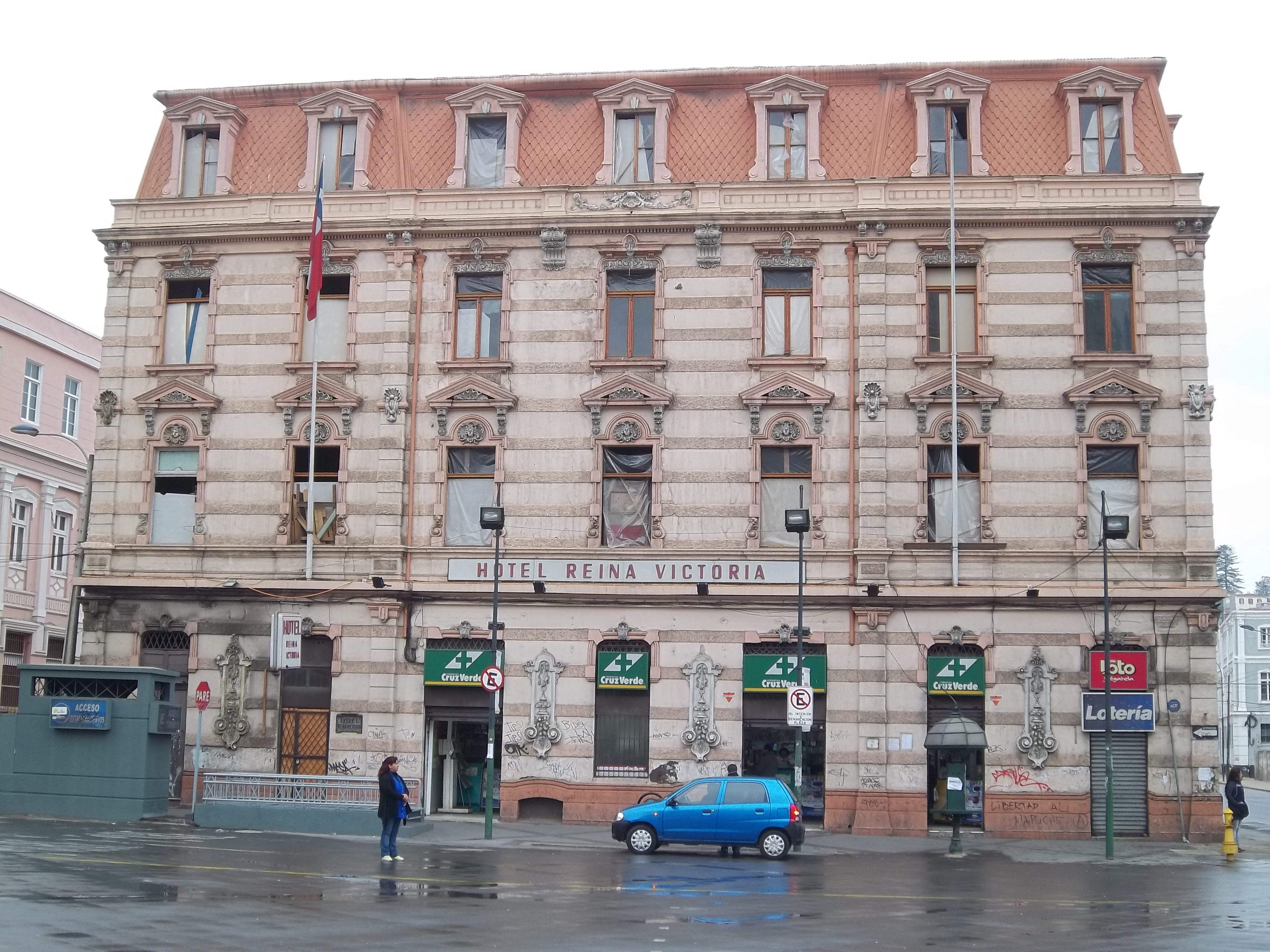
Hotel Reina Victoria, en plaza Sotomayor

- Sociedad Protectora de Empleados
- Hotel Inglés (nuevo)
- Edificio Ross S.M.
- Edificio Pedro Wessel.
- Edificio Elena Peña de Lyon.
- Edificio Astoreca.

Trabajos diversos para: 
- Cía. Lota y Coronel.
- Banco de Londres y Rio de la Plata.
- Banco de Chile.
- Grace y Cía.
- Williamson Balfour y Cía.
- Cía. Inglesa de Vapores, etc., etc.

En Santiago:
- Edificio Sucesión Cousiño, calle Dieciocho esquina Las Heras.
- Edificio Sucesión Cousiño, calle Dieciocho.